# Ralph Purchase
Ralph Kenneth Purchase (11. juli 1916 - 11. januar 2000) var en amerikansk roer og olympisk guldvinder.
Purchase var styrmanden i USA's otter, der vandt guld ved OL 1948 i London, den 6. amerikanske OL-guldmedalje i otteren i træk. Resten af besætningen bestod af brødrene Ian og David Turner, James Hardy, George Ahlgren, Lloyd Butler, David Brown, Justus Smith og John Stack. Samtlige otte roere var studerende ved University of California, Berkeley og medlemmer af universitetets roklub. Der deltog i alt 12 både i konkurrencen, hvor amerikanerne sikrede sig guldet foran Storbritannien og Norge, der vandt henholdsvis sølv og bronze. Det var de eneste olympiske lege Purchase deltog i.

## OL-medaljer
- 1948:  Guld i otter